# Bentillekreek
De Bentillekreek is een kreek in Sint-Laureins in het Meetjeslands krekengebied.
Niettegenstaande de naam ligt de Bentillekreek momenteel dichter bij van het centrum van Sint-Jan-in-Eremo dan bij het centrum van Bentille. In het Meetjesland is dit de enige kreek, van deze grootte, die aan de zuidkant van het Leopoldskanaal ligt. Door dit kanaal is ze afgescheiden van de Mazurekreek. De Bentillekreek ligt in tegenstelling tot de meeste andere kreken in het zandgebied, hetgeen ook de oevervegetatie (of het gebrek eraan) bepaalt. Het gebied is Europees beschermd als onderdeel van Natura 2000-gebied 'Polders' (BE2500002). Kadasterkaarten en de atlas van de buurtwegen tonen het vroegere verloop van de Bentillekreek. Deze ontsprong op deze kaarten vlak bij de woonkern van Bentille. Het gedeelte van de Bentillekreek dichtst bij het dorp Bentille werd in het midden van de 20e eeuw opgevuld met huisvuil uit het centrale deel van het Meetjesland.